# Абрамович Василь Васильович
Васи́ль Васи́льович Абрамо́вич (14 квітня 1898, м. Богуслав, Канівський повіт, Київська губернія — після 1966) — український військовий, громадський, пластовий і спортивний діяч, інженер-лісівник, у російській армії й Армії УНР (із 1918).
Відповідно до українського законодавства є борцем за незалежність України у XX столітті, але не може бути нагороджений званням Герой України, бо не був громадянином України.

## Життєпис
З 1907 року навчався в 3-й київській гімназії, а в 1916 році закінчив 6-ту київську гімназію. 
У 1916 році пішов добровольцем до російської армії. Наприкінці того ж року він був контужений на фронті та відправлений на навчання у Миколаївське артилерійське училище (Київ, 1.01 – 06.1917). 
З 1918 року в армії УНР, закінчив гарматний відділ Київської інструкторської школи старшин та гарматний відділ спільної юнацької школи (при 3-й Залізній дивізії, 4.12.1921). У 1919 році був поранений у бою під Житомиром, після чого інтернований у таборах в містах Каліш та Стшалково, де закінчив інструкторські спортивні курси американського християнського товариства «YMCA». Не раніше липня 1920 року Василь Абрамович був зарахований до Армії УНР,  підвищений у військовому званні — піднявся з хорунжого до поручника.
Згодом переїхав до Чехословаччини, де вступив до Української господарської академії (УГА) в Подєбрадах, де згодом став одним з найкращих спортсменів подєбрадської академії, також стає членом Пласту і Подєбрадської філії Сокола. Був учасником 1-ї Олімпіади українських студентів у Чехословаччині. По завершенні навчання на лісовому відділі агрономічно-лісового факультету УГА в Подєбрадах (18.05.1927) почав працювати в галузі мірництва на Поліссі. За свідченням відомого українського політичного й державного діяча Василя Іваниса, Василь Абрамович «мав довшу і добру практику з геодезії».
Під час німецько-радянської війни Василь Абрамович 14 червня 1941 року підписав «Відозву українських політичних і громадських діячів до народу із закликом до об’єднання всіх патріотичних сил для відновлення Української держави». Всього цю відозву підписали 166 осіб, а відкрив цей список інженер В. Абрамович.
Після закінчення другої світової війни Василь Абрамович перебував (навесні 1946 року) в Німеччині. Подальша доля невідома. 